# Södertälje hamns station
Södertälje hamn (ursprungligen Södertälje södra) är en station på SL:s pendeltågsnät, belägen i Södertälje, 36,2 km från Stockholm C och 2,9 km från stadens mest centrala station Södertälje C. Tre pendeltågslinjer trafikerar stationen. Linje 40 sträcker sig från Södertälje till Uppsala C via Arlanda C, linje 41 från Södertälje via Stockholm till Märsta, och linje 48 går via Södertälje syd, Järna och Mölnbo till Gnesta. Av spårtekniska skäl måste tågen mellan Södertälje C och Stockholm och vice versa byta färdriktning i Södertälje hamn vilket tar cirka tre minuter.
Stationen hette Södertälje södra till och med den 11 juni 1994.

## Bakgrund
Södertälje är kuperat och genomkorsas av en kanal, vilket gjort det utmanande att bygga bra järnvägsförbindelser i staden. Detta till trots är Södertälje en järnvägsknut. Södertälje hamn är en av Södertäljes fyra stationer för persontåg tillsammans med Södertälje centrum, Södertälje syd och Östertälje.

### Den första järnvägsdragningen
Den 24 oktober 1860 öppnade järnvägen i Södertälje, två år innan hela den Västra stambanan stod färdig. Den första järnvägsbron över Södertälje kanal var en enkelspårig svängbro, och stod klar 1858. Huvudlinjen hamnade utanför stadskärnan, med en dragning söder om Saltskogsfjärden där stadens huvudstation blev Södertelge öfre/Saltskog. Därifrån drogs en bibana med anslutning till Södertälje central. Södertälje blev järnvägsknut när Norra Södermanlands Järnväg mot Åkers styckebruk och Eskilstuna invigdes 1895.

### Södertälje södra/hamn blir stadens huvudstation
I samband med en utbyggnad av Södertälje kanal fick stambanan en ny dragning genom staden. Den ursprungliga järnvägsbron medgav för låg hastighet, och nya tyngre tåg fordrade ökad stabilitet. En dubbelspårig klaffbro byggdes därför. 1921 öppnade den nya sträckningen, och staden fick den nya huvudstationen Södertälje södra (idag Södertälje hamn). Stationshuset på Södertälje södra och dess vattentorn ritades av Folke Zettervall och finns bevarat. Stationen i Saltskog revs därefter. Den röda byggnad som idag finns kvar på platsen är det tidigare stinshuset.
Södertälje hamn elektrifierades 1926.
På stationen har det lokala bakverket Södertäljekringlor sålts. Försäljningen sköttes framför allt av äldre kvinnor, vilka benämndes kringelgummor. Från 1920-talet utvecklades ett system där försäljare betalade för en licens att sälja på järnvägsstationerna i Södertälje. Försäljningen av Södertäljekringlor fortsatte fram till 1950-talet.

### Södertälje syd tar över som fjärrtågsstation
Under 1980-talet projekterades en rakare och snabbare dragning av järnvägen. Den 2 140 meter långa balkbron Igelstabron färdigställdes 1994. Igelstabron byggdes på seglingsfri höjd, så tågen ej längre behöver stanna vid broöppning. Den gamla järnvägen från 1921 och dess stationer behölls, men användes därefter endast för pendeltåg. Den nya dragningen innebar att Södertälje åter fick en ny huvudstation för fjärrtåg i form av Södertälje syd, belägen vid Pershagen. Den nya stationen öppnade 1995, i samband med trafikstarten för Grödingebanan. Stationen är belägen där Igelstabron ansluter till stambanans gamla spår, vilka idag används av pendeltåg. Den nya banan kortade restiderna norrut, där restiden till exempelvis Arlanda flygplats sjönk till 40 minuter. I samband med öppnandet av Södertälje syd bytte Södertälje central namn till Södertälje centrum och Södertälje södra bytte namn till Södertälje hamn.

### Utbyggnad
2010 ersattes den gamla järnvägsbron från 1921 av en ny lyftbro som kunde tåla tyngre tåg och lyftas snabbare än den gamla klaffbron. Det gamla enkelspåret till Södertälje C utökades till dubbelspår 2011-2013.

### Historiska bilder

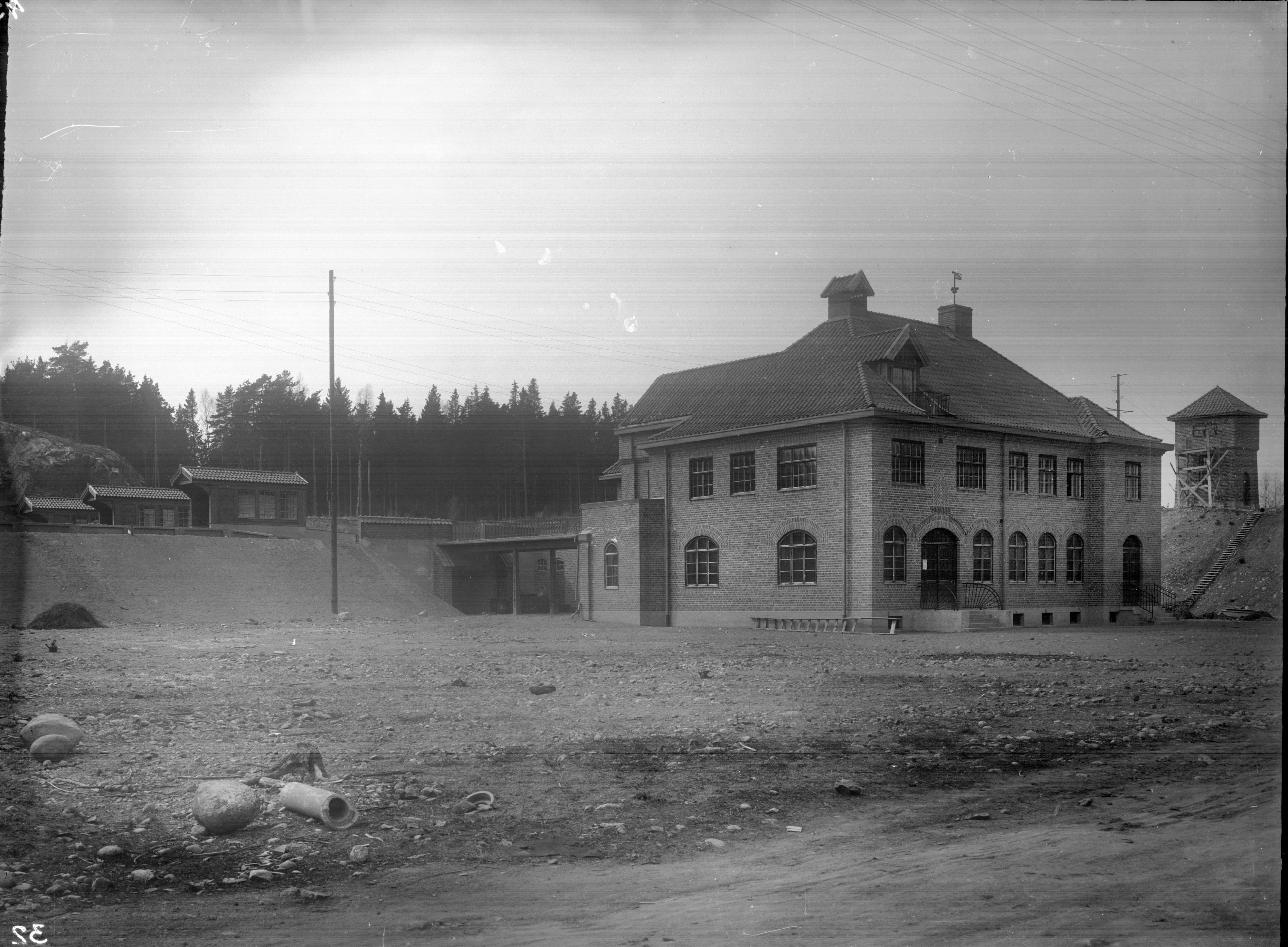
Stationshus under uppbyggnad 1919.
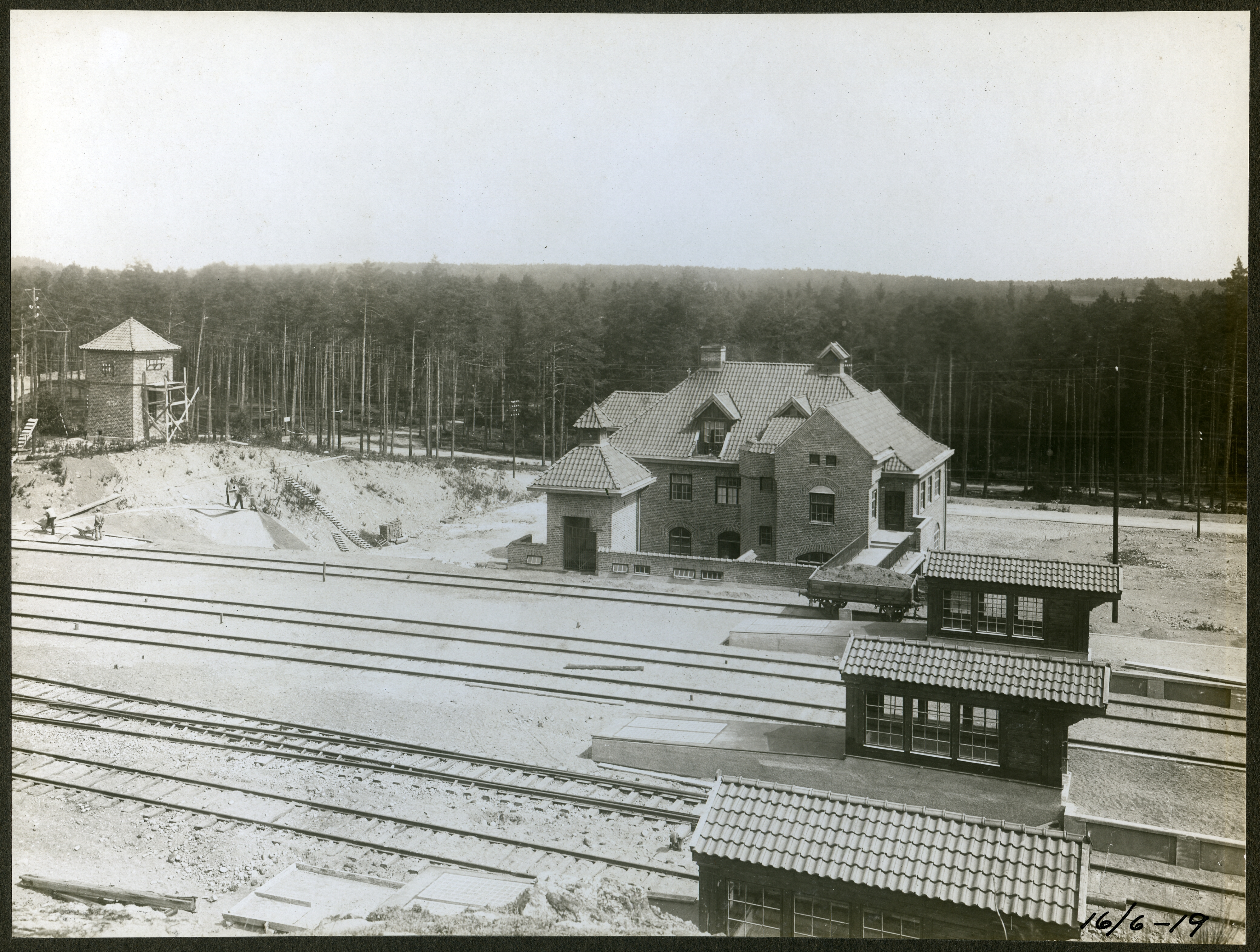
Stationen under uppbyggnad 1919.
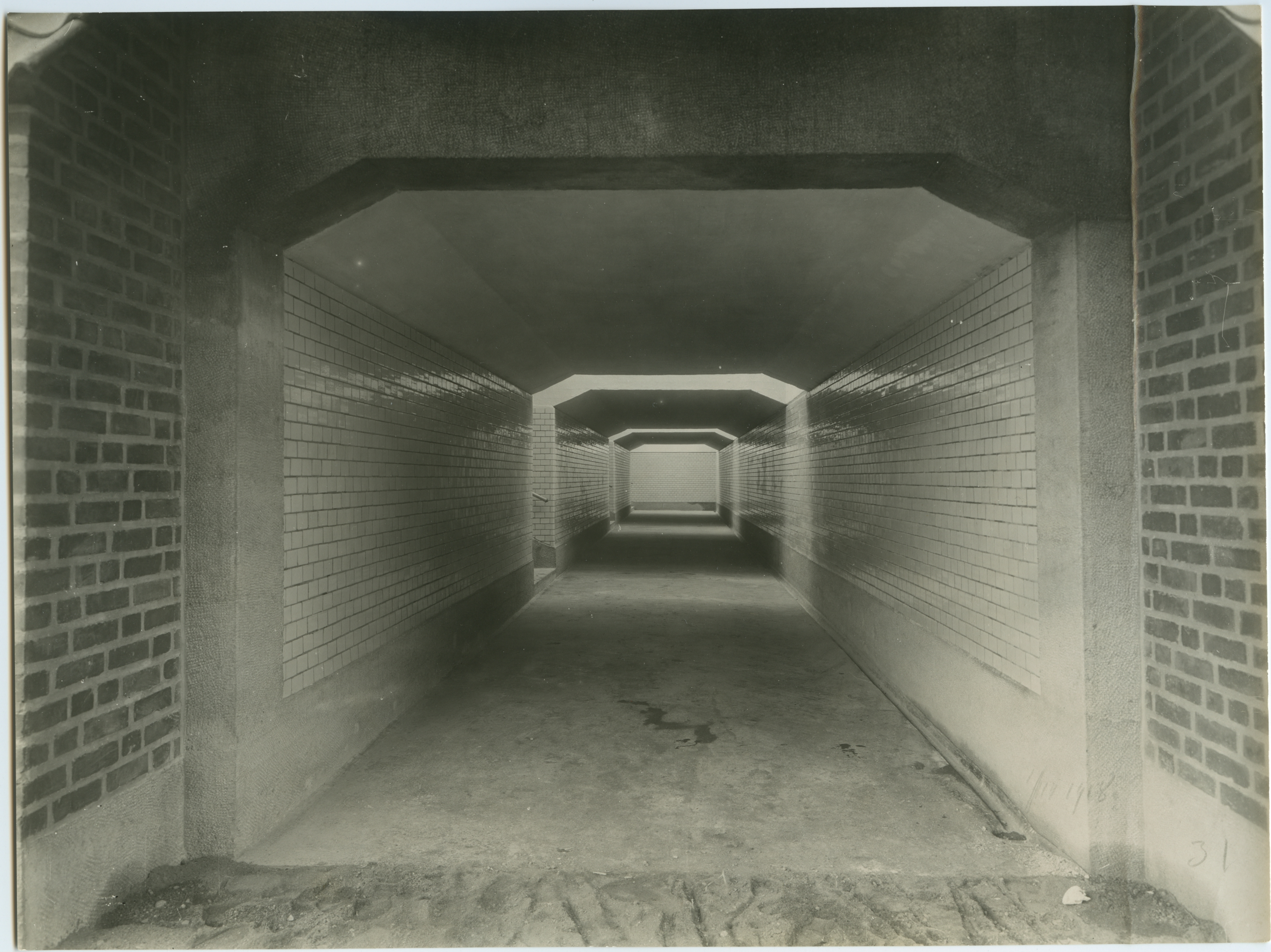
Den ursprungliga gångtunneln till plattformarna (idag ersatt med en ny).
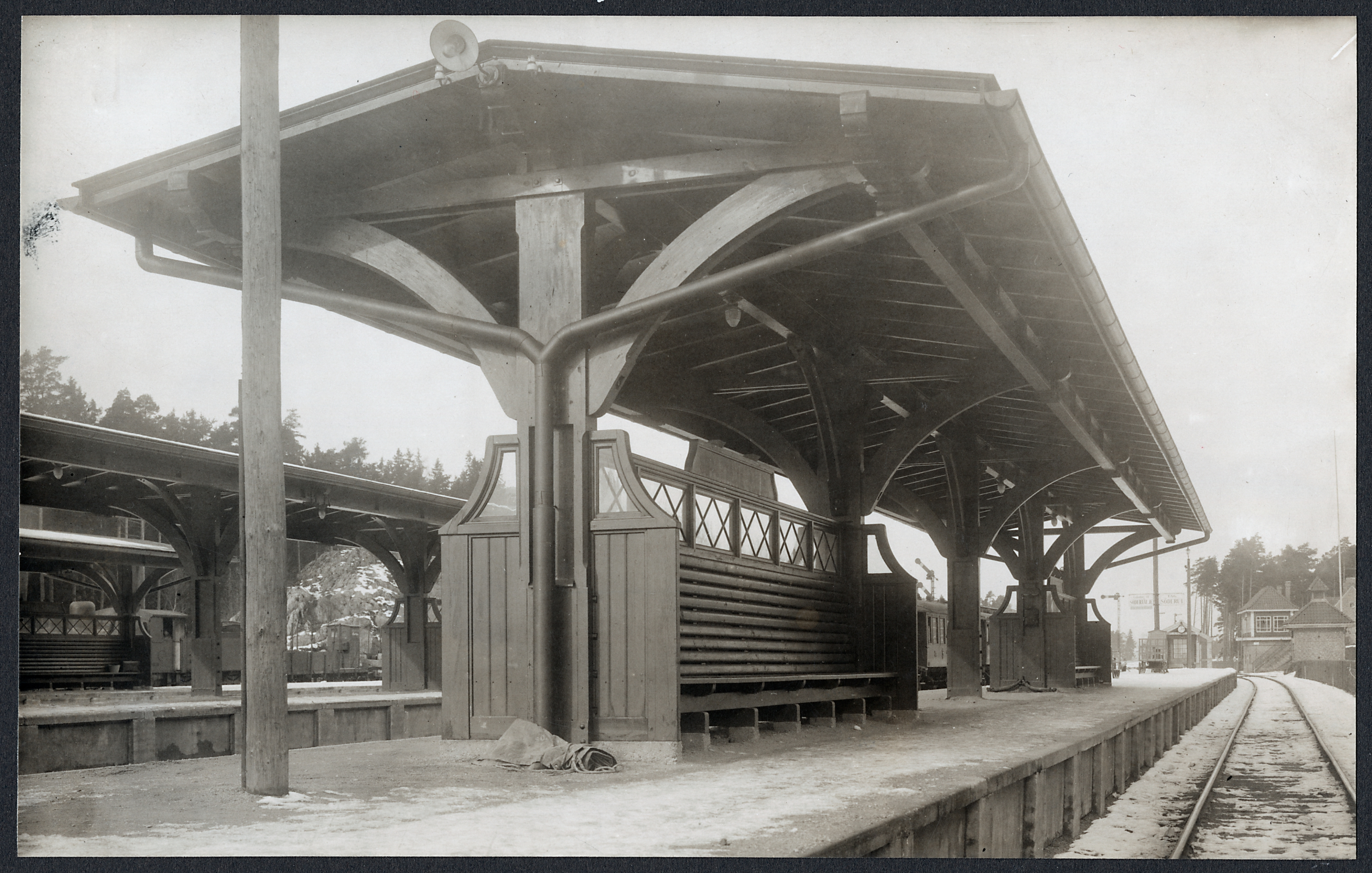
Träbänkar på plattformarna.
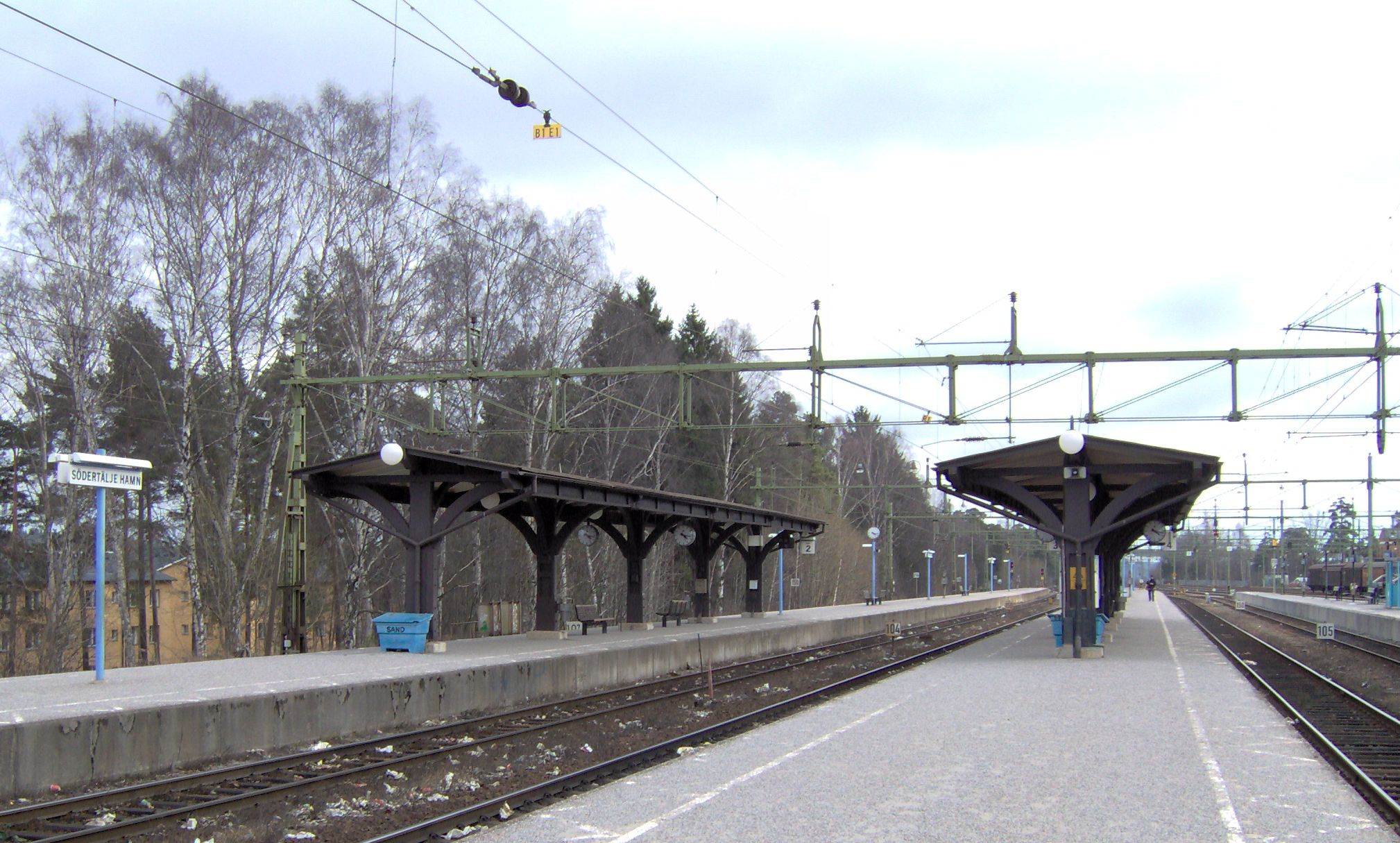
Stationen hade ursprungligen tre plattformar, idag ersatta av två bredare.

## Trafik
Antalet påstigande en genomsnittlig vintervardag beräknas till 3 600 (2015). En del har resmålet inom gångavstånd från stationen. Det finns ett mindre antal bostäder i närheten. Inom 1 km finns också Scanias fabrik, hamnområdena i Södertälje, en nybyggd pendeltågsdepå och ett mindre köpcentrum.

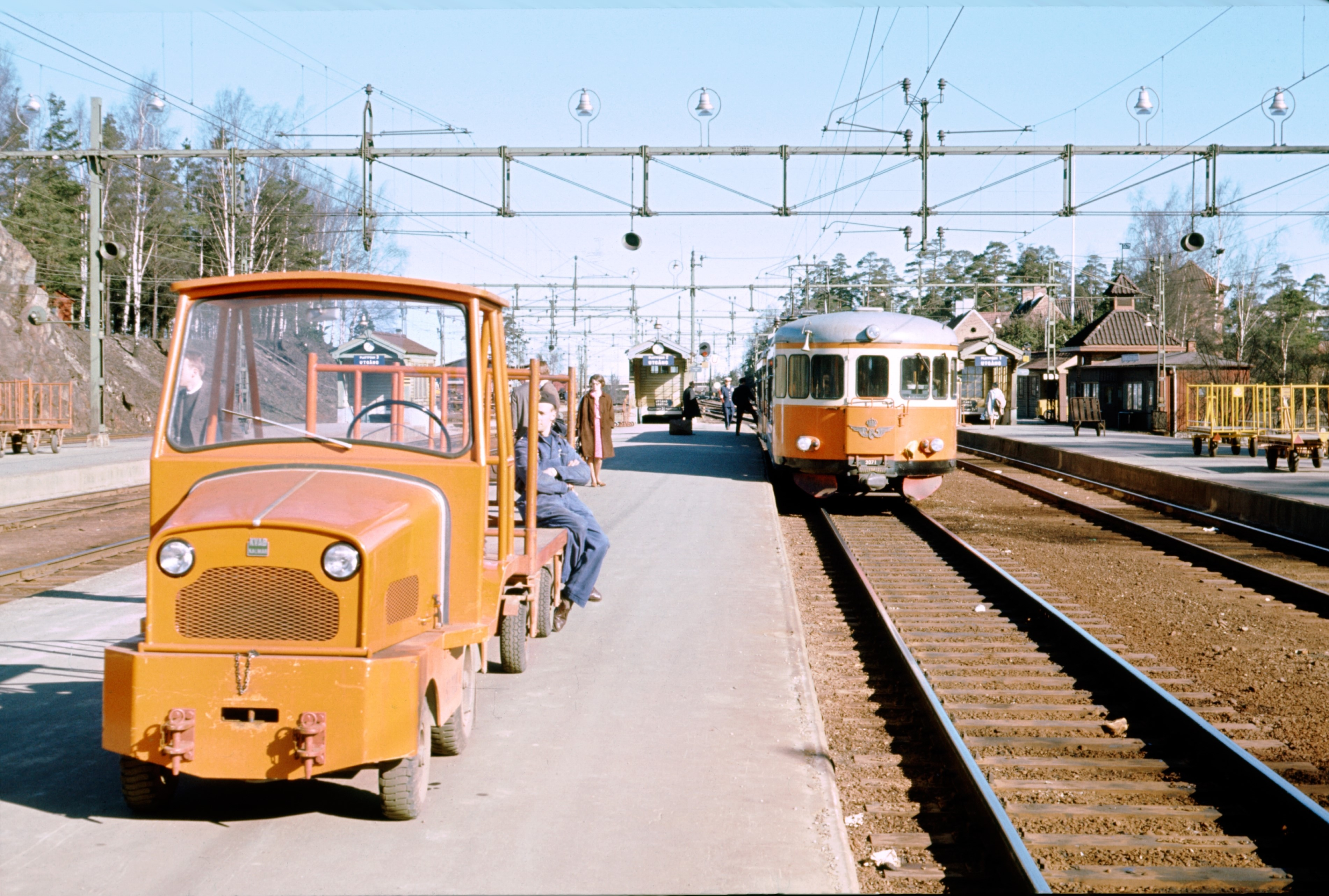
Motorvagn från Norra Södermanlands Järnväg.
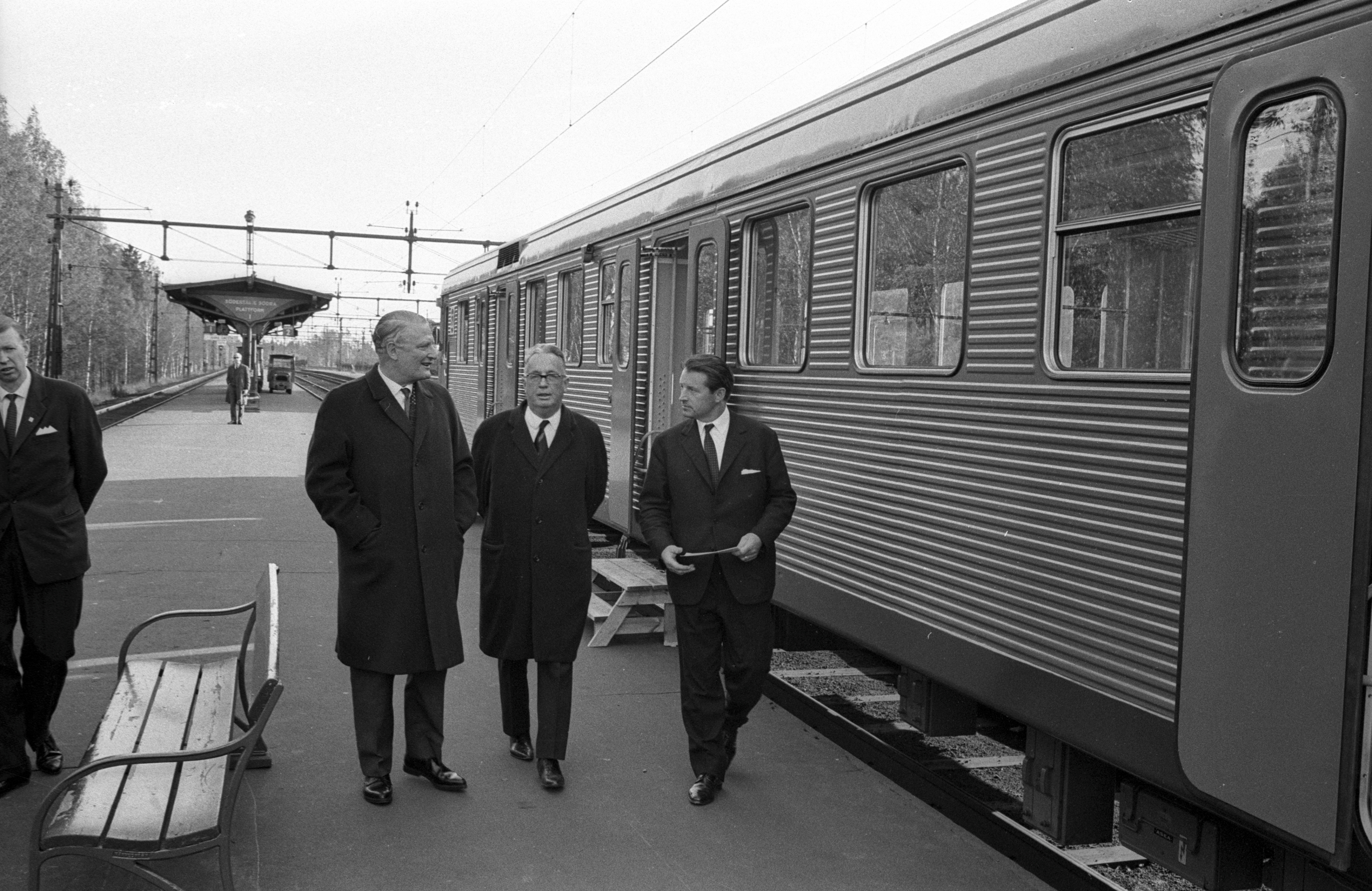
Visning av lokaltåg 1967.
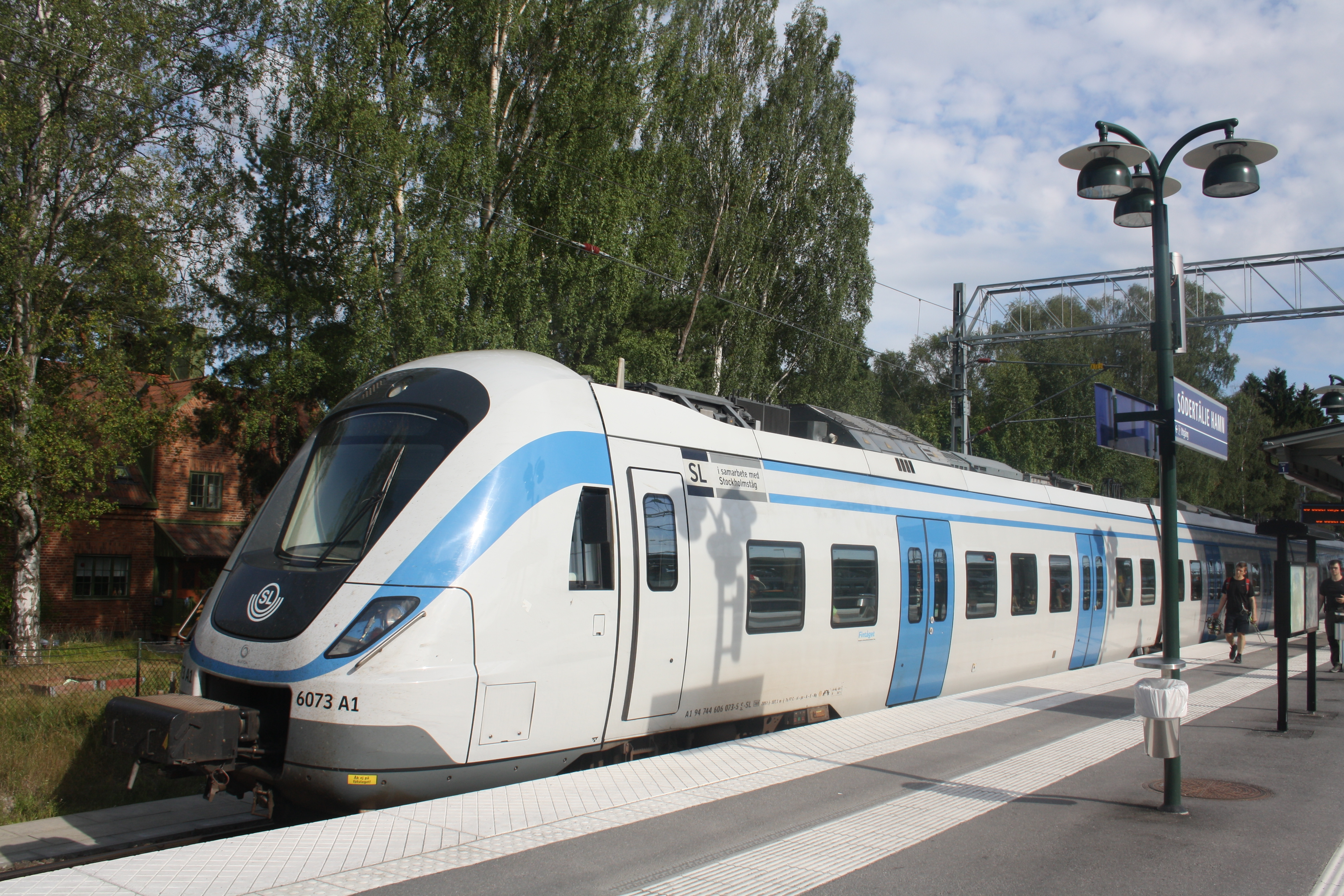
SL Pendeltåg på stationen.
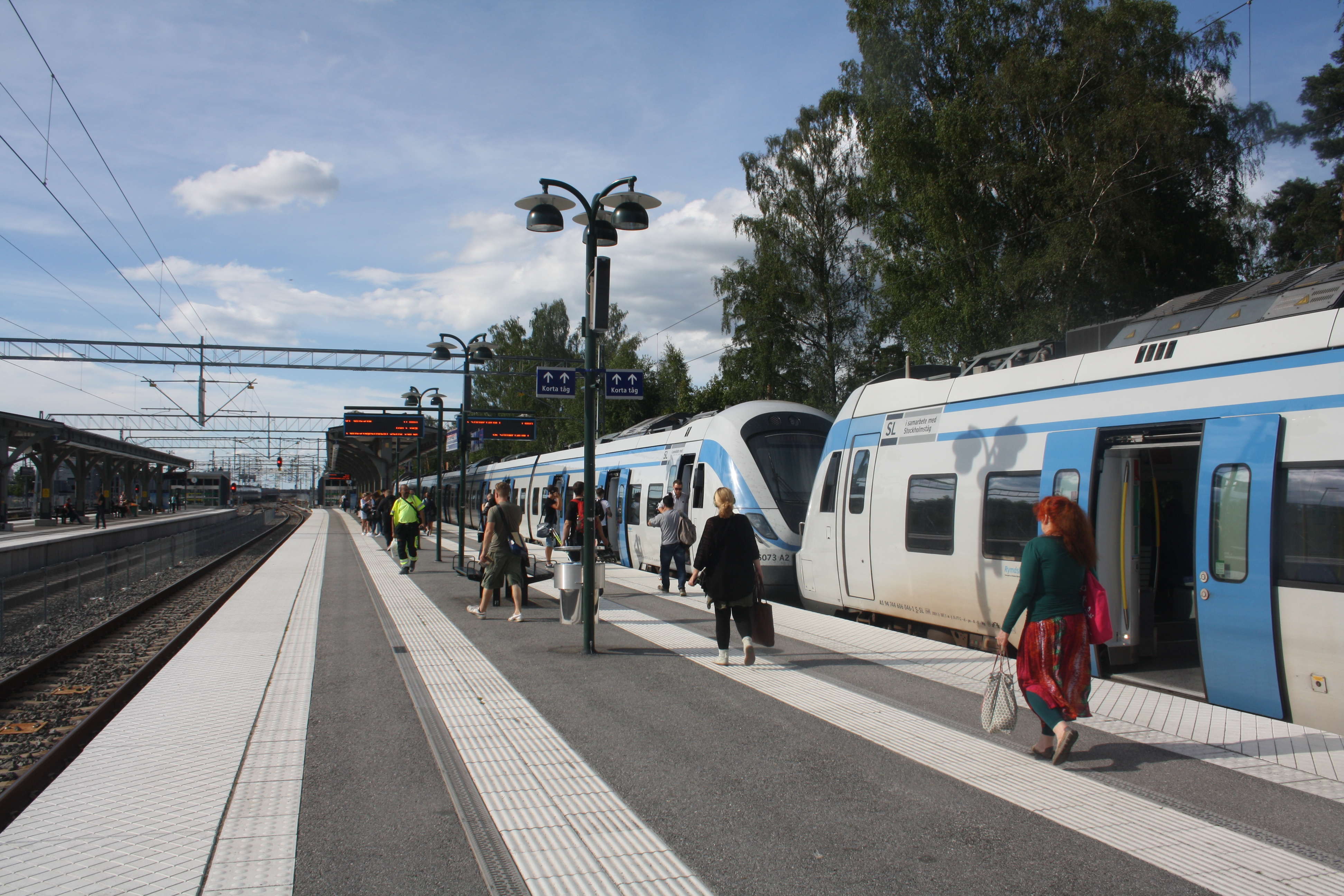
Perrong på stationen.
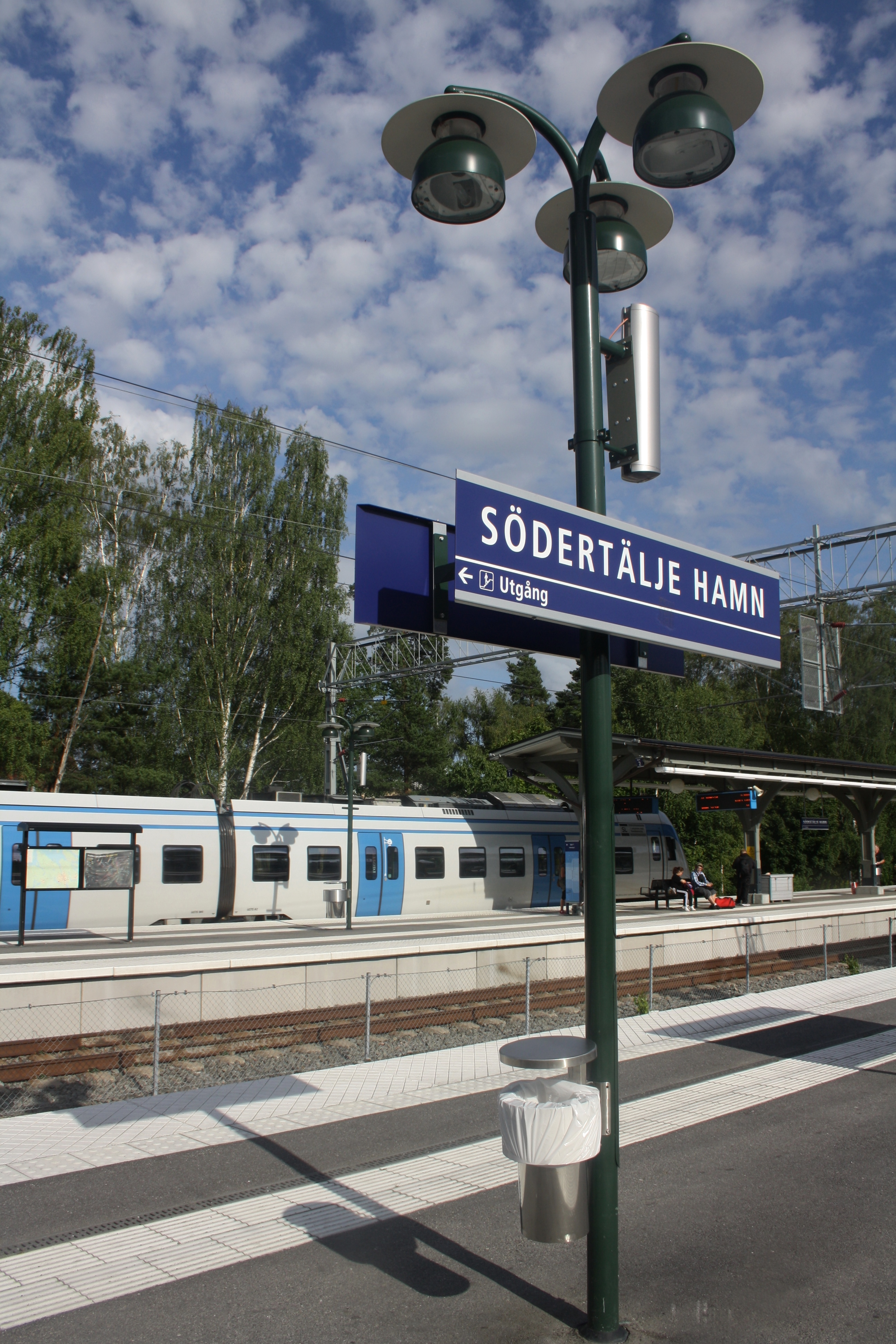
Stationsskylt på plattform.

## Arkitektur
Stationshuset på Södertälje hamn uppfördes 1915–1918, efter ritningar av arkitekten Folke Zettervall.
Stationsbyggnaden, transformatorhuset samt de tillhörande boställshusen med uthus inklusive vattentornet är byggnadsminne. Perrongtak, gångbron, förrådsbyggnader och trapphus ingår i skyddsområdet. Det är en väl sammanhållen och välbevarad stationsmiljö av stationsbyggnad, perrongtak, ställverk, vattentorn, samt sex stycken tjänstebostäder. Arkitekturen är av nationalromantisk 1920-talskaraktär och sammanhålls genom fasadernas röda tegel av olika bränning, stensocklar, stentrappor, tegelfriser, tegeltäckta branta tak och raka eller rundbågiga fönster med ett flertal bågar.
Stationsbyggnaden i två våningar har en växelverkan i sina fasader genom en asymmetri med utskjutande partier, ett oktogonalt trapphus och en entrédörr på ena sidan av huvudfasaden. Taket är valmat. Ursprungligen hade stationen tre perronger med varsina trapphuskurer till trappnedgångarna med liggande fasspontpanel, spröjsade fönster, utsirade snickerier och sadeltak.
Bostadshusen i en våning med takvåning har småspröjsade fönster, taktäckta entréer på gavlar samt ena långsidan, ytterdörrar med fiskbenspanel samt sadeltak med kupor och frontespiser. Vattentornets fasader är murade i kryssförband och täcks av ett toppigt tak.
Bostadshusen som innehåller flera lägenheter har ursprungligen utgjort tjänstebostäder till personalen inom SJ. År 1923 uppfördes perrongtaken enligt den så kallade Törebodamodellen.

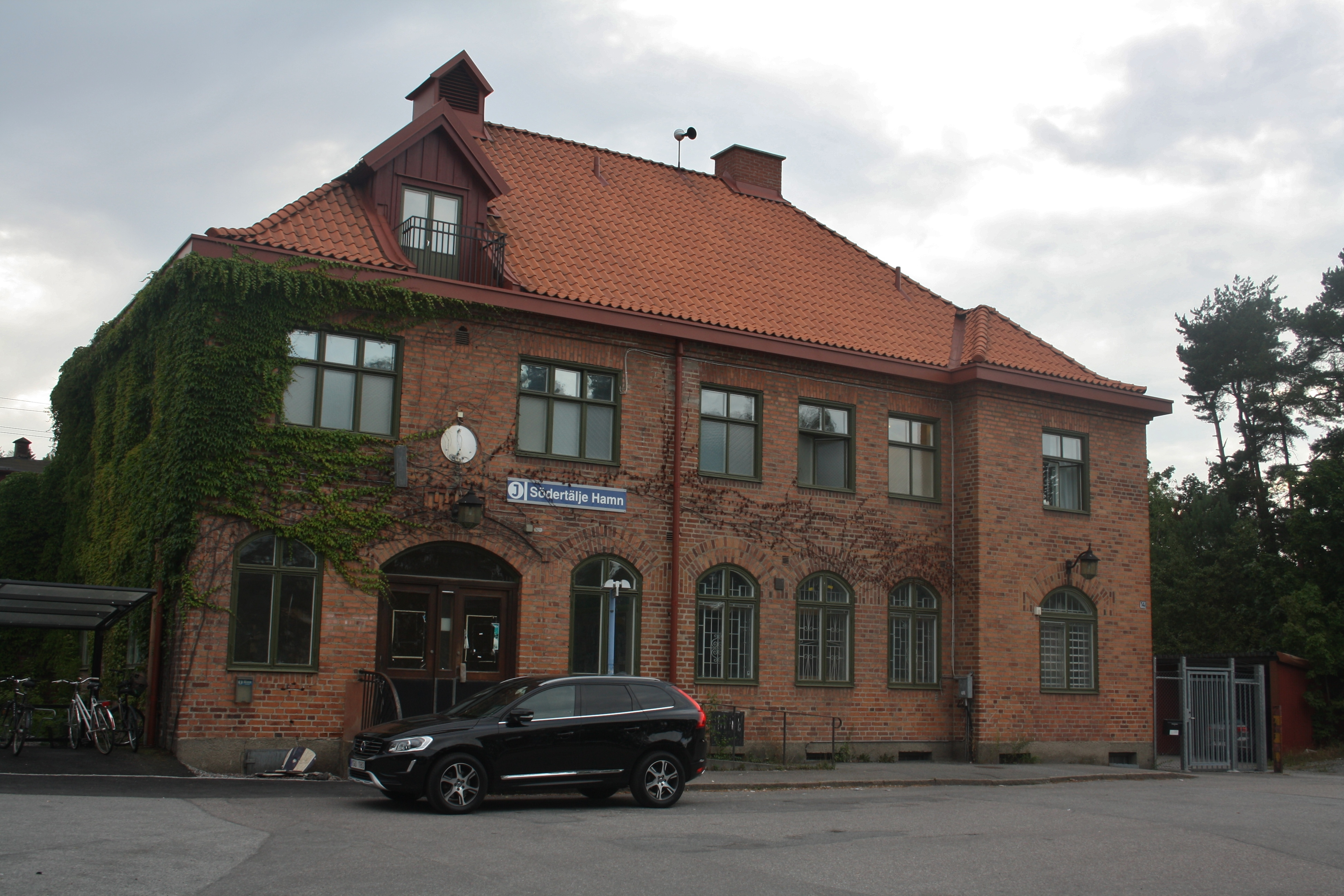
Stationshuset ritat av Folke Zettervall.
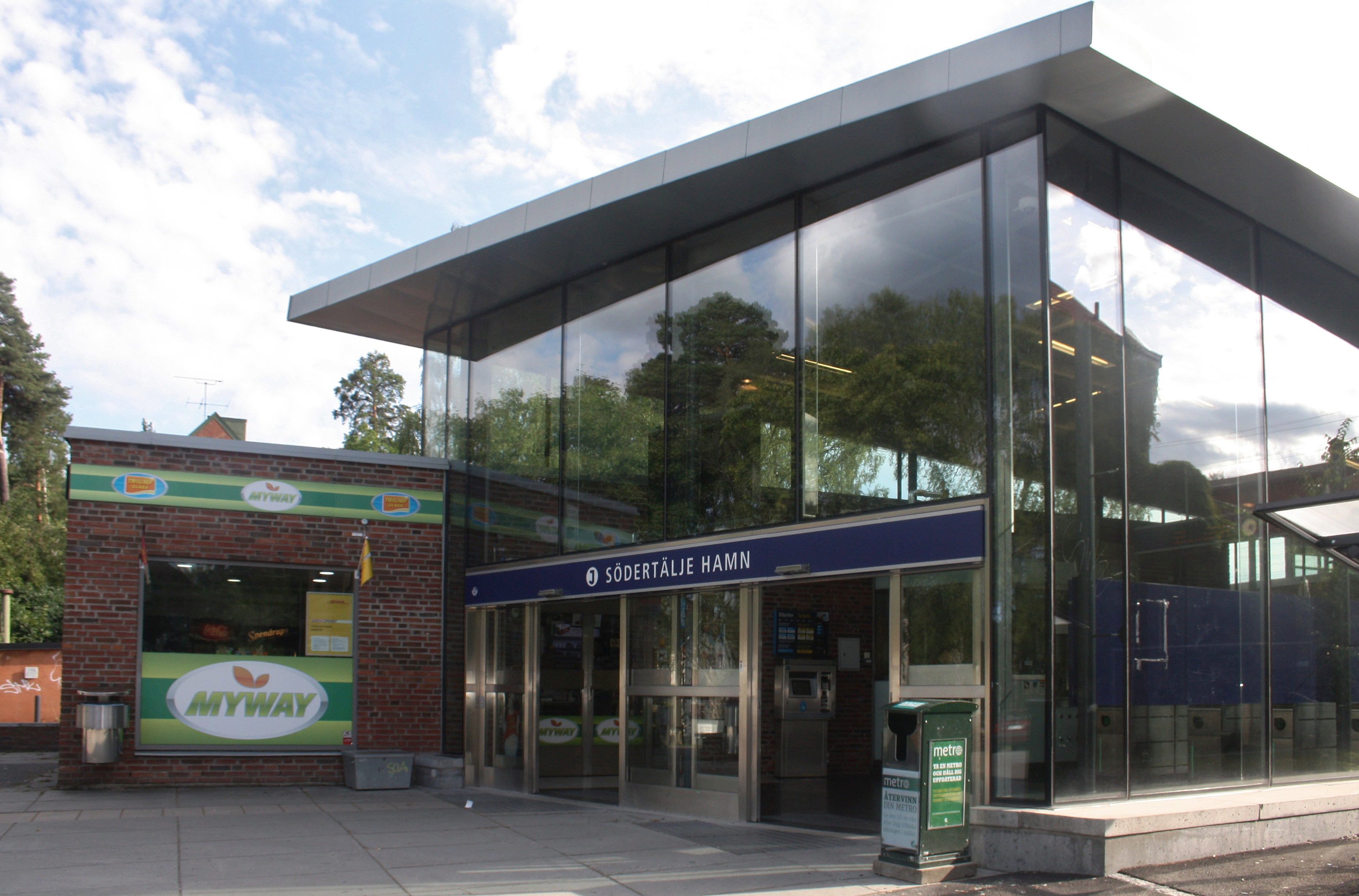
Dagens passagerarentré till stationen.
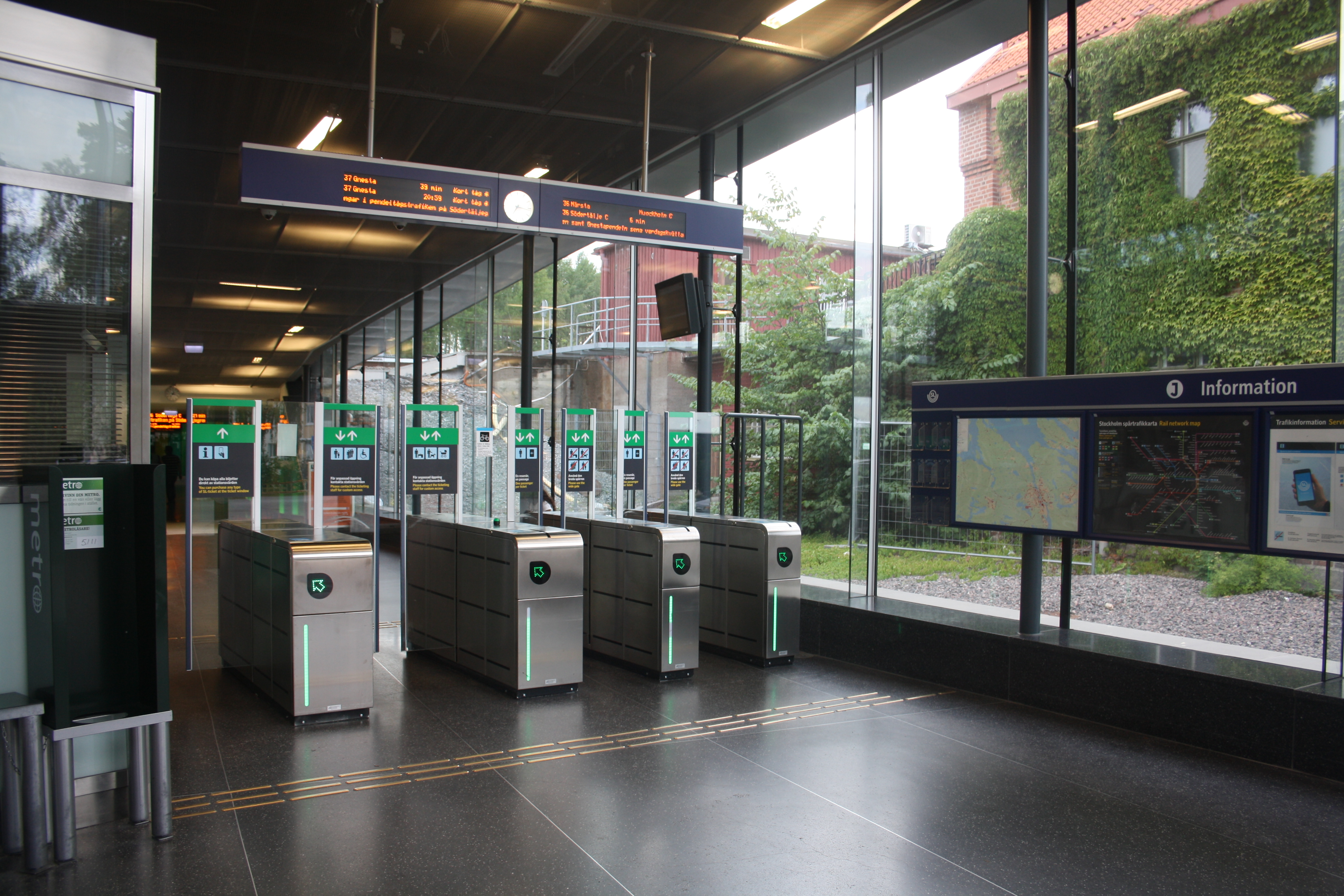
Spärren innanför entrén.
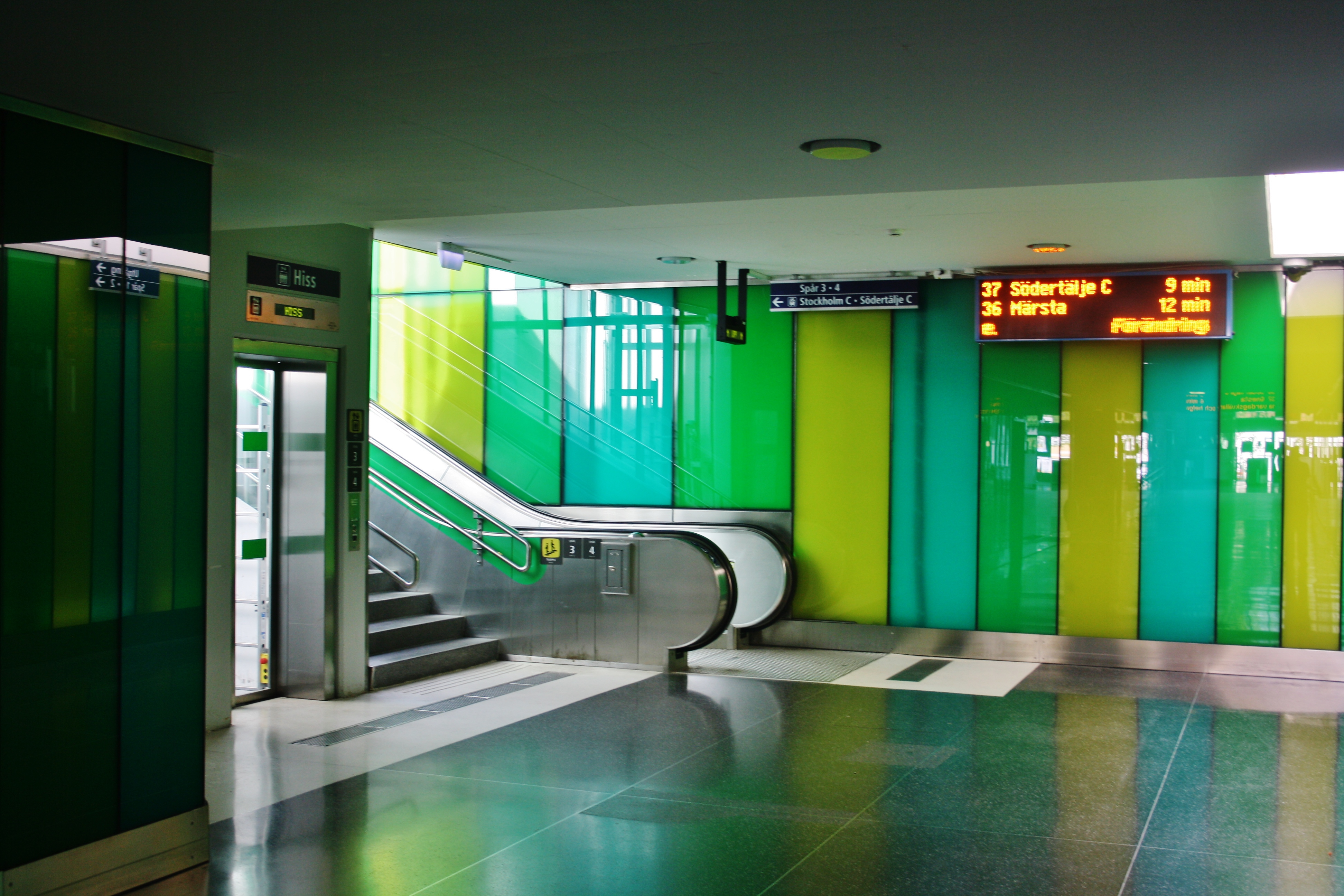
Gångtunnel till plattformarna.
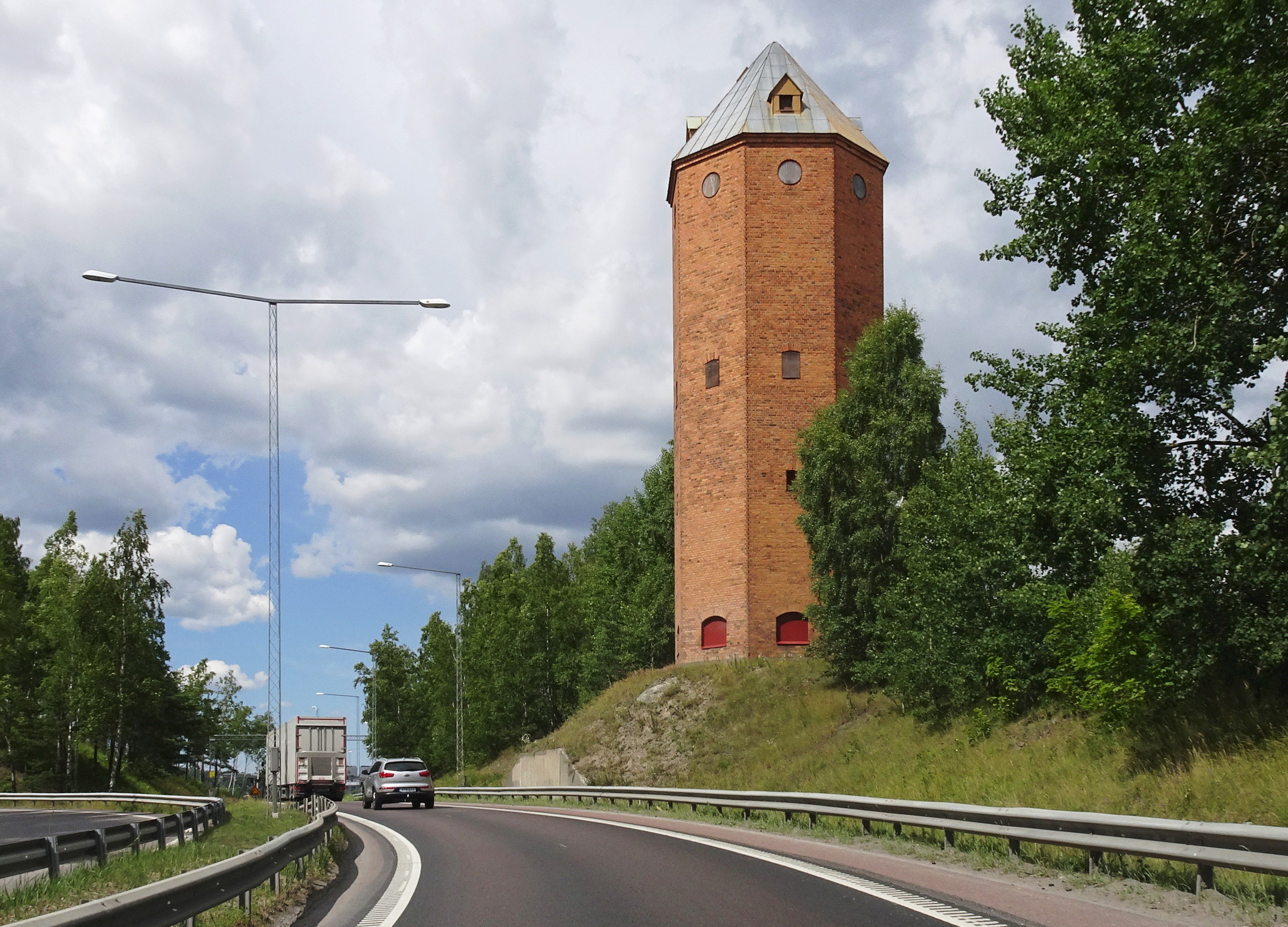
Södertälje hamns vattentorn.